# Home Nations Championship 1892
L'Home Nations Championship 1892 (in gallese Pencampwriaeth Rygbi'r Pedair Gwlad 1892) fu la 10ª edizione del torneo annuale di rugby tra le squadre nazionali di Galles, Inghilterra, Irlanda e Scozia.
Primo successo non condiviso dell'Inghilterra dopo la riammissione al torneo, e quinto assoluto su dieci edizioni, dopo una campagna condotta con tre vittorie su altrettante partite che garantì agli inglesi la Calcutta Cup nell'incontro di Edimburgo (terza vittoria inglese fuori casa) che suggellò anche il Triple Crown.
Il valore delle marcature, come stabilito dall’IRFB nel 1891, era: 2 punti per ciascuna meta (3 se trasformata), 3 punti per la realizzazione di ciascun calcio piazzato, 4 punti per la realizzazione di ciascun drop o mark.

## Nazionali partecipanti e sedi
| Squadra     | Città             | Impianto interno            |
| ----------- | ----------------- | --------------------------- |
| Galles      | Swansea           | St. Helen's                 |
| Inghilterra | Londra Manchester | Rectory Field Whalley Range |
| Irlanda     | Dublino           | Lansdowne Road              |
| Scozia      | Edimburgo         | Raeburn Place               |

## Risultati
| Arbitro: | Matthew McEwan |

|                                   |    |  |
| Alderson Evershed Hubbard Nicholl | mt |  |
| Alderson Lockwood (2)             | tr |  |

| Arbitro: | James Smith |

|                   |    |  |
| Evershed Percival | mt |  |
| Woods             | tr |  |

| Arbitro: | Jack Hodgson |

|        |    |                  |
| Hannan | mt | Boswell Campbell |
|        | tr | Boswell          |

| Arbitro: | H.L. Ashmore |

|        |    |  |
| Millar | mt |  |

| Arbitro: | Edgar Holmes |

|                   |    |  |
| Davies Walshe (2) | mt |  |
| Roche             | tr |  |

| Arbitro: | Robert Warren |

|  |    |          |
|  | mt | Bromet   |
|  | tr | Lockwood |

## Classifica
| Pos | Squadra     | G | V | N | P | PF | PS | DP  | Pt |
| --- | ----------- | - | - | - | - | -- | -- | --- | -- |
| 1   | Inghilterra | 3 | 3 | 0 | 0 | 29 | 0  | +29 | 6  |
| 2   | Scozia      | 3 | 2 | 0 | 1 | 9  | 7  | +2  | 4  |
| 3   | Irlanda     | 3 | 1 | 0 | 2 | 9  | 9  | 0   | 2  |
| 4   | Galles      | 3 | 0 | 0 | 3 | 2  | 33 | −31 | 0  |